# Lisa Gastoni
Lisa Gastoni; właściwie Elisabetta Gastone (ur. 28 lipca 1935 w Alassio) – włoska aktorka; zagrała m.in. tytułową rolę w filmie Jerzego Kawalerowicza Magdalena (1971). Laureatka nagrody Nastro d’argento (w 1967).

## Filmografia
- Lekarz domowy (1954) jako Jane
- Niemowlę na manewrach (1956) jako Maria
- Trzech panów w łódce (1956) jako Primrose Porterhouse
- Morderstwo na zlecenie (1958) jako Carla Menda
- Przygody Mary Read (1961; lub inny tytuł: Królowa morza) jako Mary Read
- Ewa (1962) jako rosjanka
- Tharus, syn Attyli (1962) jako księżniczka Gamal
- Zakonnik z Monzy (1962) jako Fiorenza, markiza del Giglio
- Gidget wyrusza do Rzymu (1963) jako signora Cellini
- Trzech niezwyciężonych (1964) jako Alina
- Zamaskowany mściciel (1964) jako Elena
- Ostatni gladiator (1964) jako Messalina
- Dzika planeta (1965) jako Connie Gomez
- Wojna planet (1966) jako Connie Gomez
- Człowiek, który się śmieje (1966) jako Lucrezia Borgia
- Obudź się i zabij (1966) jako Yvonne Lutring
- Dziękuję, ciociu (1968) jako ciocia Lea
- Przyjaciółka (1969) jako Lisa Marchesi
- Magdalena (1971) jako Magdalena (włoskie: Maddalena)
- Uwodzenie (1973) jako Caterina
- Mussolini: ostatni akt (1974) jako Clara Petacci
- Skandal (1976) jako Eliane Michoud
- Niemoralność (1978) jako Vera
- Święte serce (2005) jako Eleonora Ravelli
- Prawdziwa historia Marii Montessori (2007) jako Gemma Montesano
- Dziewczyna do towarzystwa (2011) jako Donna Anna Fernandini
- Głosy ze ściany (2017) jako Lilia